# Lafortune en papier
Pour plus de détails, voir Fiche technique et Distribution.
Lafortune en papier est un film documentaire canadien, réalisé par Tanya Lapointe et sorti en 2020. Le film est un portrait de Claude Lafortune, un artiste papier qui fut une personnalité influente de la télévision jeunesse québécoise.
Lapointe a commencé à réaliser le film en 2018 avec l'intention de le sortir en 2021 ou 2022, mais la production a été accélérée après la mort de Lafortune du COVID-19 en avril 2020. Le film a été présenté en avant-première au Festival du film de Whistler 2020, où il a reçu une mention honorable du jury pour le Prix du documentaire du Festival du film de Whistler, et a remporté le Prix du public.

## Fiche technique
- Titre : Lafortune en papier
- Réalisation : Tanya Lapointe
- Musique : Viviane Audet, Robin-Joël Cool (en) et Alexis Martin (en)
- Photographie : Hugo Duford-Proulx
- Montage : Hugo Duford-Proulx
- Production : Tanya Lapointe
- Société de production : PSLT
- Pays :  Canada
- Genre : Documentaire
- Durée : 80 minutes
- Dates de sortie : 
  - Canada : 10 décembre 2020 (Whistler Film Festival)